# Митропа куп 1975.
Митропа куп 1975. је било 34. издање клупског фудбалског такмичења Митропа купа.
Такмичење је трајало од 2. октобра 1974. до 11. јуна 1975. године.  Вакер Инзбрук је у финалном двомечу био успешнији од  Хонведа и освојио први трофеј Митропа купа. 

## Резултати

### Групна фаза

#### Група А
| Клуб          | Аустрија | Социјалистичка Федеративна Република Југославија | Мађарска |
| ------------- | -------- | ------------------------------------------------ | -------- |
| Вакер Инзбрук | –        | 0:0                                              | 4:1      |
| Ријека        | 1:3      | –                                                | 3:1      |
| Татабања      | 0:1      | 3:1                                              | –        |

| Табела           | ИГ | Д | Н | И | ГД | ГП | ГР | Бод. |
| ---------------- | -- | - | - | - | -- | -- | -- | ---- |
| 1. Вакер Инзбрук | 4  | 3 | 1 | 0 | 8  | 2  | +6 | 7    |
| 2. Ријека        | 4  | 1 | 1 | 2 | 5  | 7  | -2 | 3    |
| 3. Татабања      | 4  | 1 | 0 | 3 | 5  | 9  | -4 | 2    |

#### Група Б
| Клуб       | Мађарска | Чехословачка | Италија |
| ---------- | -------- | ------------ | ------- |
| Хонвед     | –        | 4:2          | 2:0     |
| Теплице    | 2:0      | –            | 2:0     |
| Фјорентина | 0:0      | 2:1          | –       |

| Табела        | ИГ | Д | Н | И | ГД | ГП | ГР | Бод. |
| ------------- | -- | - | - | - | -- | -- | -- | ---- |
| 1. Хонвед     | 4  | 2 | 1 | 1 | 6  | 4  | +2 | 5    |
| 2. Теплице    | 4  | 2 | 0 | 2 | 7  | 6  | +1 | 4    |
| 3. Фјорентина | 4  | 1 | 1 | 2 | 2  | 5  | -3 | 3    |

### Финале
| Меч | Клуб          | Држава   | укупан рез. | Држава   | Клуб   | 1. утак. | 2. утак. |
| --- | ------------- | -------- | ----------- | -------- | ------ | -------- | -------- |
| 1   | Вакер Инзбрук | Аустрија | 5:2         | Мађарска | Хонвед | 3:1      | 2:1      |

| Освајач Митропа купа 1975. |
| -------------------------- |
| Вакер Инзбрук 1. Титула    |